# D.E.B.S. (film, 2003)
Pour les articles homonymes, voir D.E.B.S..
Pour plus de détails, voir Fiche technique et Distribution.
D.E.B.S. est un court métrage américain réalisé par Angela Robinson en 2003.

## Synopsis
Le D.E.B.S. est un groupe d'élite dont la mission est de protéger le pays. Ses membres sont des jeunes femmes recrutées dans les campus.

## Fiche technique
- Titre : D.E.B.S.
- Réalisateur : Angela Robinson
- Scénario : Angela Robinson
- Producteurs : Jasmine Kosovic, Andrea Sperling
- Format : Couleurs
- Pays : États-Unis

## Distribution
- Alexandra Breckenridge : Amy
- Shanti Lowry : Dominique
- Tammy Lynn Michaels : Max
- Jill Ritchie : Janet
- Clare Kramer : Lucy
- Darryl Theirse : Tibbs
- James Burkhammer : Billy